# Pesa pubblica (Alkmaar)
La Pesa pubblica, o in olandese Waag è uno storico edificio della città di Alkmaar, nei Paesi Bassi, risalente alla metà del XIV secolo.
Rappresenta un bell'esempio dell'architettura rinascimentale del Paese e il simbolo della città.
Dichiarato rijksmonument nel 1969, oggi ospita l'Hollands Kaasmuseum, il Museo Olandese del Formaggio.

## Storia e descrizione

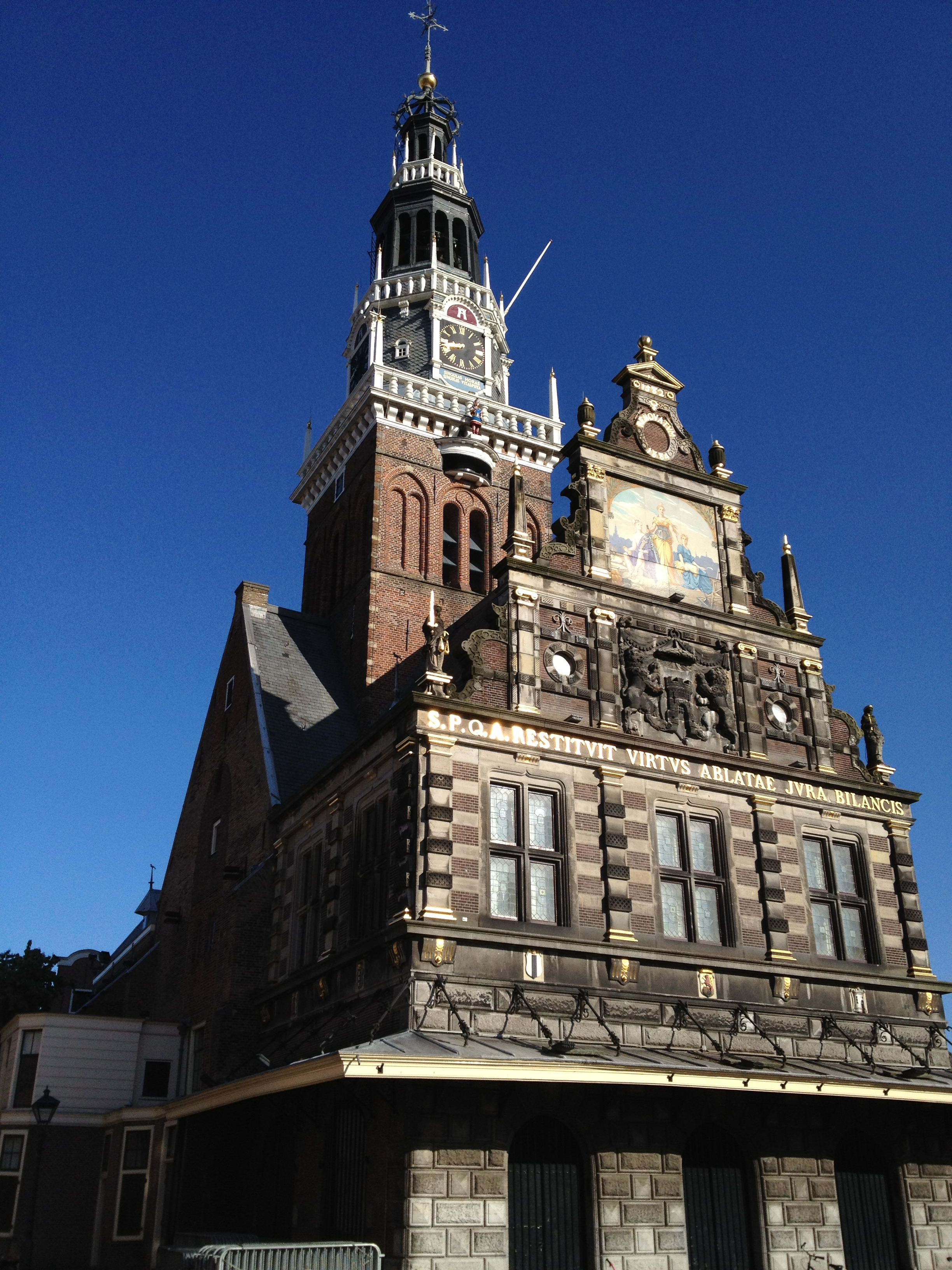
La facciata rinascimentale.

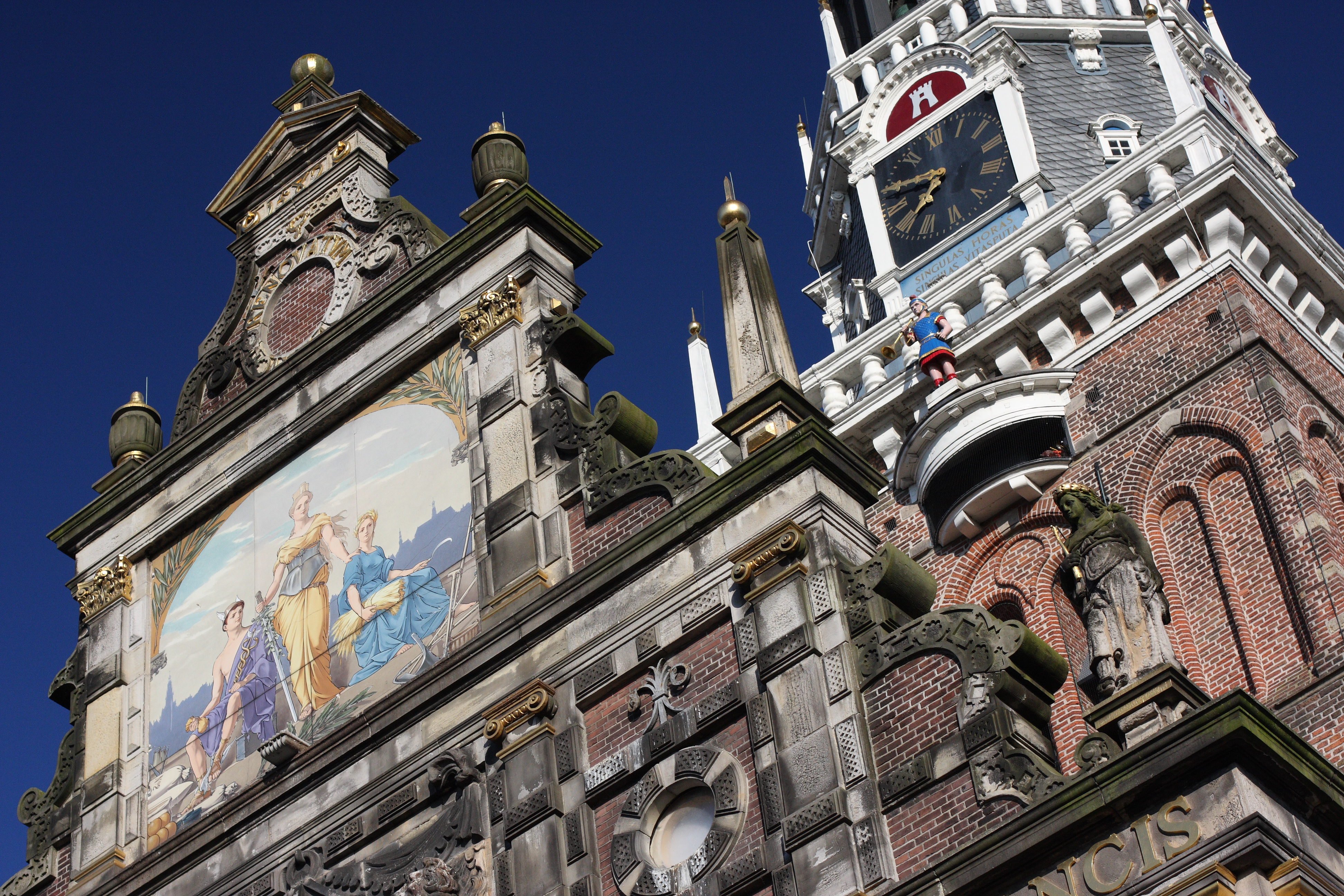
Particolare della facciata e della torre col carillon.

### Ospedale di Santo Spirito
L'edificio venne eretto nel 1341 come cappella tardogotica del vicino Heilige Geestgasthuis, l'Ospedale di Santo Spirito; una sorta di ostello/ospedale dove venivano accolti e curati da religiosi i poveri viaggiatori fornendo loro un alloggio gratuito per tre giorni e tre notti.
Nel 1566 il vescovo di Haarlem diede il permesso di convertire l'Ospedale in Pesa pubblica e nel 1582 si decise di trasferire la cappella in un edificio più grande, dato che già non era più utilizzata per attività religiose.

### La Pesa pubblica
I lavori di ristrutturazione del complesso di Santo Spirito coinvolse in gran parte la cappella, che divenne la Pesa vera e propria. Nel 1583 venne abbattuto il coro, nella parte est, creandovi la monumentale facciata rinascimentale; e l'interno diviso in due piani. Il tracciato della vecchia abside della chiesa è visibile nella pavimentazione della piazza.
Tra il 1597 e il 1603 venne eretta, sulla crociera della chiesetta, la bella torre. Presenta una base quadrata in mattoni e l'alzato a piani rastremati ottagonali, in legno ricoperto da lastre di piombo.
Nella torre è posto un carillon di 47 campane, di cui 9 sono le originali poste nel 1688 da Melchior de Haze, e le altre aggiunte nel 1967. Una battaglia con cavalieri e guerrieri si anima ogni ora in un gioco creato nel 1684 da Willem Sprakel.
In alto è un orologio realizzato da Henrick Gege Waert da Kampen nel 1616.
La facciata venne restaurata nel 1884, quando venne aggiunta la decorazione in maioliche colorate.